# Thiurame

Allgemeine Struktur

Thiurame ist eine Kurzbezeichnung für die nach IUPAC heißenden Thiuramsulfide (Bisthiocarbamoylsulfane).
Thiurame sind aus Dithiocarbamaten durch Umsetzung mit Phosgen zugänglich. Die Thiurammonosulfide werden als Initiatoren für Ethylen-Propylen-Dien-Kautschuk (EPDM) verwendet. Die Thiuramdisulfide werden durch milde Oxidation aus Dithiocarbamaten dargestellt und werden als Vulkanisationsbeschleuniger für Kautschuk genutzt (z. B. Zinkdiethyldithiocarbamat). Das Tetramethylthiuramdisulfid wird auch als Fungizid (Thiram) und das Tetraethylthiuramdisulfid als Antialkoholikum (Disulfiram) verwendet.